# Édouard Pommier
Édouard Pommier (10 de diciembre de 1925 - 14 de septiembre de 2018), fue un historiador francés. Es especialista reconocido en historia de las teorías sobre el arte de las modernas instituciones artísticas.

## Biografía
Édouard Pommier fue alumno de la École des Chartes, y de inmediato logró la agregación en historia. Además, fue miembro de la École française de Roma.
Por otro lado, ha tenido cargos de representación internacional, y ha sido consejero cultural en Santiago de Chile, México y Madrid, antes de convertirse en inspector general de los museos de Francia, en 1983, cargo que ha mantenido honoríficamente. Pommier es autor de varios libros sobresalientes de esta especialidad.

## Trayectoria
Destacaron dos trabajos sobre la idea artística en la modernidad: L'Art de la liberté, Doctrines et débats de la Révolution française, Théories du portrait de la Renaissance aux Lumières.
En Winckelmann, inventeur de l'histoire de l'art reagrupa una serie de estudios, empezados en 1989, sobre los orígenes del museo y el desarrollo de la historia del arte. El trabajo de Winckelmann, a juicio de Édouard Pommier, es inseparable de una dimensión crítica, que une decadencia del arte y servidumbre política, y que atestigua la fascinación de su lenguaje sobre la libertad griega en los tiempos de la Revolución francesa, momento de arranque del museo contemporáneo.
Con Comment l'art devient l'Art dans l'Italie de la Renaissance vuelve a los inicios de la modernidad, analizando el desarrollo de las artes que se inicia en la Toscana a partir de 1300 y que culmina a principios del siglo XVI.

## Obras
- L'Art de la liberté, Doctrines et débats de la Révolution française, Gallimard, 1991.
- Théories du portrait. De la Renaissance aux Lumières, Gallimard, 1998
- Winckelmann, inventeur de l'histoire de l'art, Gallimard, 2003.
- Comment l'art devient l'Art dans l'Italie de la Renaissance, Gallimard, 2007.